# Macropsis viridinervis
Macropsis viridinervis är en insektsart som beskrevs av Wagner 1950. Macropsis viridinervis ingår i släktet Macropsis och familjen dvärgstritar. Inga underarter finns listade i Catalogue of Life.